# Церква Великомученика Юрія Переможця (Луцьк)
Церква Великомученика Юрія Переможця — діюча церква ПЦУ у Луцьку.

## Історія

### Російська імперія
У північній частині Луцька, на місці колишнього передмістя Яровиця, на території військової частини Волинського прикордонного загону по вулиці Стрілецькій стоїть церква святого великомученика Юрія Переможця. Це колишня військова полкова церква на честь Покрови Пресвятої Богородиці споруджена стараннями і на пожертви доброзичливців, чинів 2-ї бригади 11-ї піхотної дивізії. Саме тому цей храм ще називають Бригадною церквою.
Знаходячись поблизу західного кордону Російської імперії, Луцьк був важливим воєнним опорним пунктом. Релігійні відправи війська змушені були робити спочатку в тимчасових каплицях. Лише наприкінці XIX століття, коли спостерігалося інтенсивне будівництво, стали споруджувати церкви для військових.
Однією з них і стала полкова церква, зведена на околиці міста навпроти колишньої станції залізничної колії, поруч із казармами Інженерного відомства, в яких була розташована 2-га бригада 11-го полку піхотної дивізії.
Про історію будівництва церкви довідуємося з урочистої проповіді благочинного, протоієрея отця К. Максимовича з нагоди освячення храму. Дозвіл на будівництво храму був наданий 12 червня 1897 року.
Саме в той час з метою огляду храмів у місті Луцьку перебував Високопреосвященний Модест (Стрельбицький), архієпископ Волинський і Житомирський, який 13 червня в урочистій обстановці здійснив закладання храму. Будівництво церкви тривало рівно вісім місяців. Чин освячення храму здійснив той самий владика – архієпископ Модест 12 лютого 1898 року.
Як дізнаємось з іншого виступу, поданого у Волинських Єпархіальних Відомостях, храм цей був закладений на пам’ять про відвідини м. Луцька в 1890 році Його Величністю Олександром III з усім Августійшим сімейством.

### Міжвоєнний період
Зовні церква має характерні для того часу ознаки псевдо російського стилю. Про декор стін можна говорити як про належний до «цегляного» стилю. Викладені з якісної цегли нетиньковані мури свідчили про високу майстерність і фантазію тодішніх луцьких ремісників. Псевдо російський стиль, за оцінками українських істориків архітектури, не відповідав місцевим мистецьким традиціям, а тому сприймався критично. Він не влаштовував польську громадськість і польську владу, в руках якої згодом опинилася церква. Після передачі споруди в 1935-1936 роках польському війську постала потреба не лише функціонального пристосування до латинського обряду, але й зміни її архітектурної стилістики. Церкву було перйменовано на костел гарнізонний під назвою MB Krolowej Polski w Lucku.
Проте яскравий
специфічний для західних традицій образ храму не вдавалося змінити без його радикальної
реконструкції. Для її здійснення було створено комітет під керівництвом президента
Окружного суду Т. Гєдройця.
Розробку
проекту реконструкції Бригадної церкви було доручено професору Галензовському.
Проектом настільки змінювалась об’ємно-просторова структура і навіть план споруди,
що не варто намагатися впізнати в костьолі давню церкву. Це і було одним із завдань
поетку. Головний фасад став нагадувати надмірно витягнутий догори площинний портал
з крупними членуваннями, акцентованим середнім входом і допоміжними бічними. Над
ним на висоту 36 м здіймалися дві чотиригранні з великими прорізами вежі зі стрункими
кількаярусними завершеннями.
Перебудову мали розпочати без достатньої
кількості коштів у міста і гарнізону. Передбачалося, що на оздоблення інтер’єру
вони знайдуться пізніше. Однак, на щастя, до вересня 1939 року багато з цього кардинального
проекту зробити не встигли.

### Радянський період
За часів Радянського союзу церкву
використовували як військовий клуб і музей бойової слави, оскільки вона до
1992 року знаходилася на території 37-ї Гвардійської Севастопольської орденів Леніна
і Кутузова II ступеня ракетної дивізії 43-ї ракетної армії Ракетних військ стратегічного призначення, останнім командиром якої
був генерал-майор Юдін М.В. Проектно-кошторисною групою при Рівненській військовій
житлово-експлуатаційній частині в 1978 році було обстежено і складено відповідну
документацію для капітального ремонту приміщення – музею бойової слави на суму
16.171 крб. Ним запроектовано і виконано підвісну стелю під фермами, часткове тинькування
фасадів набризком, заміну деяких віконних рам, цоколь облицьовано тернопільським
пісковиком. Планувалося замінити металеву покрівлю, яка на той час вже протікала,
але цього зроблено не було. В Акті цієї комісії про технічний стан будівлі зазначається
час побудови храму – 1894 рік, зовнішній об’єм споруди 4869 м3, товщина стіни в
4 цегли, підлога викладена з метласької плитки, будівельна вартість будівлі оцінена
в 31,1 тис. крб.

### Незалежна Україна
У зв’язку з національним і
духовним відродженням навесні 1991 року створюється релігійна громада, яка
проводить заходи щодо повернення храму і використання його за призначенням. 15
серпня 1991 року єпископом Луцьким і Володимир-Волинським Миколаєм (Грохом)
затверджено Статут релігійної громади благовірного князя Олександра Невського
Української Автокефальної Православної Церкви, який був зареєстрований
державними органами 13 листопада 1991 року за № 233. Біля храму відбувалися
численні пікети віруючих, оскільки командування ракетної частини не
погоджувалося передати приміщення колишнього храму. Підтвердженням цього
знаходимо і в періодичних виданнях.
30 січня 1992 року відбулася
зустріч представників релігійної громади з командиром військової частини
43195 генерал-майором Юдіним М. В. Йшлося про передачу громаді споруди колишньої
полкової церкви. Генерал запропонував провести опитування серед
військовослужбовців, і коли колектив у своїй більшості висловиться за передачу
церкви, то питання буде вирішено на користь громади...
Представник
Президента України у Волинській області В. І. Блаженчук своїм розпорядженням
№ 35 від 16 квітня 1992 року рекомендував командуванню військової частини
передати в безоплатне користування громаді УАПЦ приміщення музею Бойової
слави, на підставі Указу Президента України «Про заходи щодо повернення
релігійним організаціям культового майна». Завдяки цьому розпорядженню і
постійному наполяганню віруючих приміщення храму було передано громаді, яке
27 квітня єпископ Миколай (Грох) освятив.
Про
початок богослужінь і назву храму довідуємось зі Святого Антимінсу, який був
привезений Патріархом Мстиславом: «Цей Святий Антимінс… освячений
Преосвященним Миколаєм, єпископом Луцьким і Володимир-Волинським УАПЦ… для
Церкви Святої Покрови Пресвятої Богородиці в м. Луцьку… виданий дня 3 місяця 05
року 1992…». Отже, дата видачі свідчить про те, що регулярні богослужіння в
храмі розпочали в перших числах травня 1992 року. Також бачимо, що владикою
Миколаєм Антимінс виданий на Покровську церкву, так як вона і називалась
колись, хоч в державному порядку зареєстрована як Олександро-Невська. На
підставі Антимінсу можна припустити таку думку, що і сам храм був освячений на
честь Покрови Пресвятої Богородиці, хоч серед людей до 1999 року називався
Олександро-Невським згідно реєстрації. Протягом місяця богослужіння здійснював
сам владика Миколай до часу свого виходу зі складу УАПЦ в червні 1992 року.
Після
нього було призначено першого настоятеля церкви – отця Івана Личака, молодого
священика родом із Львівщини. Він закінчив Ленінградську Духовну Семінарію, був
викладачем загально-церковної історії та морального богослов’я у Волинській
Духовній Семінарії. 8 квітня 1993 року змінено статус парафії, вона зареєстрована,
як громада УПЦ Київського Патріархату. Після Різдвяних свят 1994 року отець
Іван залишив парафію, повернувшись в Галичину.
26 січня 1994 року Митрополитом Луцьким і Волинським Іоаном
(Бондарчуком) призначено настоятелем церкви отця Миколая Цапа, який народився
в 1969 році на Львівщині, у родині священика. В 1993 році закінчив Львівську
духовну семінарію. В священичий сан рукоположений 26 грудня 1993 року
митрополитом Іоаном у Свято-Троїцькому соборі м.
Луцька. З 1 вересня 1994 року є викладачем історії української церкви у Волинській духовній
семінарії. В 2003 році закінчив Львівську духовну академію. В 2007
році закінчив Національний університет «Острозька академія». На парафії є до цього часу.
Починаючи з 1992 року громадою
ведеться поступове відновлення храму. Протягом літа 1994 року бригадою
майстрів на чолі з бляхарем Черенковим Євгеном Володимировичем перекрито
металом дах, а також змуровано всередині дві прямокутні колони в передній
частині церкви і зведено залізобетонні опори, на які в 1995 році встановлено
відкритий з нави купол на місці колишнього «сліпого».
Проект центрального купола
виконав у серпні 1994 року луцький архітектор Близнюк Д. Г. Протягом 1996 року
стелю церкви підбито дранкою, поштукатурено, підготовлено під розпис. Після
цього розібрано підвісну дерев’яну стелю, яка була встановлена в той час, коли
храм використовувався під музей. У червні-серпні 1997 року розбирали кладку
костельних куполів, готуючи місце для спорудження дзвіниці і трьох куполів для
неї. Будівництво, яке тривало з 1 червня по 10 жовтня 1998 року, здійснювала
бригада майстрів на чолі з Ткачуком Дмитром Івановичем і Варченком Володимиром
Васильовичем. Проект надбудови дзвіниці розробив теж архітектор Близнюк Д.Г.
Однак він не був здійснений в січні 1997 року, з тієї причини, що не вдалося
повністю розібрати зверху кладку від колишньої костельної надбудови. Був
випадок, коли знімали краном бетонний карниз, він розвалився на шматки і
пошкодив дах храму над хорами.
Другий проект надбудови був виконаний тим же архітектором у липні 1998 року і по ньому здійснено реконструкцію дзвіниці, яка є на сьогодні. 11 жовтня в неділю після богослужіння настоятель церкви разом із священиком Феодосіївської церкви м. Луцька отцем Василем Клочаком освятили хрести на куполах. Всі три куполи були підняті краном 12 жовтня 1998 року. Цього ж дня були встановлені два дзвони вагою 26 і 64 кг., придбані в м. Нововолинську. Освячення дзвонів відбулося 21 вересня того ж року.
Іконостас виготовив майстер – різьбяр Кузміч Степан Миколайович з села Прилуцьке. Ікони для іконостасу написав луцький художник Яків Басараб.
4 травня 1998 року в церкві встановлено новий Престіл. Ікони для Престолу: «Тайна вечеря», «Несення Христа», «Моління в Гефсиманському саду», «Розп’яття» — писані олійними фарбами на полотні, наклеєному на фанеру, луцькою художницею Любов'ю Ісаківною Косарук. Всередині нового Престолу знаходиться попередній, освячений владикою УАПЦ Миколаєм (Грохом). Варто зауважити, що в церкві є ще чотири ікони, написані художницею Л. Косарук: «Вознесіння» за престолом у вівтарі, «Потопаючий апостол Петро», «Христос із самаритянкою» знаходяться в передній частині храму з двох сторін і «Святий Олександр Невський». Перші три ікони великих розмірів, остання мала. Всі написані на полотні.
Старостами храму з моменту його відродження були:
- Сарапін Генадій (1991–1992);
- Супрун Віталій Олександрович (1992–10.02.1994);
- Родіонов Микола Анатолійович (10.02.1994–20.05.1995);
- Фармагей Анатолій Матвійович (20.05.1995–26.02.2000);
- Таранович Микола Йосипович (26.02.2000 – 16.11.2004);
- Теслер Валентин Августинович (16.11.2004).

При храмі діє Недільна школа, якою керує матушка Оксана Романівна Цап. Школа входить до складу Центру християнського виховання дітей та молоді при Волинській Духовній Семінарії. Для занять дітям відведено окреме приміщення при храмі, де стоїть фортепіано, придбане церквою на весні 2006 року, для музичних занять. Луцьким прикордонним загоном передано парти. З 1 вересня 2006 року засновано власну бібліотеку. Щонеділі збираються на заняття 30–40 дітей. Це, як правило, діти парафіян. Вони вивчають основи Божого Закону, займаються музикою, беруть участь у паломницьких поїздках (Тростянець, Почаївська Лавра, Манявський скит, Крим), готують програми до християнських свят. 22 травня 2005 року діти Свято-Юріївської парафії взяли участь у святкуванні 15-ліття з часу заснування першої Недільної школи УАПЦ при Христовоздвиженській церкві, яке відбувалося в Ляльковому театрі. Урочистості благословив єпископ Луцький і Волинський Михаїл (Зінкевич).
6 травня 1999 року відбулася важлива церковно-історична подія. Урочисте богослужіння очолив правлячий владика Яків (Панчук), митрополит Луцький і Волинський, який перед літургією освятив іконостас і престол. Співслужило йому чисельне духовенство.
Цього дня храм святого Олександра Невського було перейменовано на Свято-Юріївський. Питання назви храму є непростим. Від самого початку, ще з 1992 року храм за документами називався Олександро-Невським, по Антимінсу – Покровським. В 1992-1993 роках церкву хотіли назвати на честь святого апостола Андрія Первозванного, про що свідчить дарчий напис на іконі «Різдво Ісуса Христа». З ініціативи настоятеля прот. Миколая Цапа 15 червня 1997 року на свято Трійці при великій кількості парафіян після богослужіння дійшли думки назвати храм у майбутньому на честь святого Юрія Переможця, щоби в такий спосіб зберегти за храмом спогад колишньої військової полкової церкви. Найкраще було б назвати Покровською, але храм з такою назвою вже є в м. Луцьку.
Первісний іконостас був втрачений, мабуть у 1920-1930-х роках, хоч люди розповідають, що його перевезли до церкви в с. Кульчин Ківецівського району.Одним із найкращих у Луцьку є професійний хор цього храму, який співає тут з 20 вересня 1992 року. Його незмінним диригентом протягом цих років є знаний на Волині музикант-професіонал, педагог і хормейстер, випускник Львівської державної консерваторії Микола Петрович Сидлярук. У складі хору – випускники музичного та педагогічного училищ, кілька співаків Волинського народного хору, люди особливі не лише голосом, а й щирою відданістю своїй святій справі, які своїм співом збагачують святкові та недільні богослужіння.
Найбільшою гордістю і славою хору є те, що серед його учасників народна артистка України, лауреат премії імені Агатангела Кримського Зоя Василівна Комарук, яка співає в ньому з 2000 року. У храмі діє також аматорський хор.
З нагоди 2000-ліття Різдва Христового художником-вітражистом Яцюком Юрієм Петровичем виготовлено кольоровий вітраж у вигляді хреста, який був встановлений 24 липня 2000 року. Починаючи з 2003 року і закінчуючи весною 2005 року тривав внутрішній розпис храму. Розписували місцеві художники – батько із сином: Шолудьки Юрій Кузьмич та Юрій Юрійович. Урочистий чин оновлення розписаного храму відбувся 6 травня 2005 року в день престольного свята при участі єпископа Луцького і Волинського Михаїла (Зінкевича), чисельного духовенства, командування Волинського прикордонного загону, великої кількості парафіян і гостей.
Щороку 14 серпня в день Медового Спасу у храмі відбувається урочисте богослужіння в присутності пасічників, які об’єднані у Братство бджолярів землі Волинської – «Ройовий стан». До когорти пасічників, як духівник братства долучився і отець Миколай, настоятель храму. У церкві зберігається найбільша в Україні братська воскова свіча, вагою 84 кг.
З ініціативи отця Миколая у 2002 році при церкві закладена пасіка на якій знаходяться як сучасні вулики, так і давні поліські «колоди», привезені сюди з Камінь-Каширського і Ратнівського районів.
У 2008 році при вході до храм споруджено пам’ятний знак з нагоди 110-ї річниці побудови церкви.
Храм включений до пам’яток архітектури місцевого значення під назвою «Гарнізонна церква». 

## Інтер'єр
Церква має оригінальний план. Стосовно військового храму говорити про наявність в ньому бабинця не доводиться. Все ж можна вважати її тридільною з прибудованою дзвіницею. Головний вхід здійснюється з заходу через сіни, перекриті хрестовим склепінням. З лівої від сіней кімнати є вхід на дзвіницю. Пізніше до вхідної частини з дзвіницею з обох боків були прибудовані два зали: один – для експозиції ракетної техніки, інший – для прийомів гостей та дозвілля офіцерів. Нава розміром у плані 20,5×10,5 м справді справляє враження просторої, світлої і має гарні пропорції.
Несподівано було побачити перекриття нави – відкриті в інтер’єр дерев’яні ажурні ферми. Їх середня чистина складається з півкола, що має металеву стяжку. Нижні вузли фіксувалися «гирьками», які пізніше, при влаштуванні підвісної стелі, були зрізані. В 1996 році підвісну стелю розібрано.
Застосування відкритої ферми не лише збагатило враження від інтер’єру, але й значно зменшило вартість будівництва. Включення простору під дахом в об’єм нави дало змогу зменшити висоту її стін. Цей прийом не характерний для православних церков і заслуговує на те, щоб встановити джерело його запозичення.
Нава завершується порівняно незначним розширенням, що нагадує трансепт. Відмінністю є те, що це розширення примикає безпосередньо до трьох апсид. Воно не мало підкупольного простору. Він сформований тепер, у 1995 році. У перші роки існування храму в цих розширеннях правдоподібно знаходились бічні престоли. Підтвердженням цьому є промова отця К. Максимовича в день освячення храму, в якій він говорить, що: «Храм вмещает в себя около 1000 душ, каменный, трехпрестольный…». Також і старожили розповідають, що цей храм мав три назви. Крім головної в честь Покрови Божої Матері, бічні частини іконостасу були посвячені в честь преподобних Антонія і Феодосія Києво – Печерських та благовірного князя Олександра Невського.